# Bernard Pariset
Bernard Pariset (født 21. december 1929, død 26. november 2004) var en fransk judoka. Han fik bronze ved VM i judo 1958 i Tokyo, Japan
Han vandt i sin karriere 9 europamesterskabsmedaljer, 3 guld, 5 sølv og 1 bronze.

## Eksterne henvisininger
- Bernard Pariset hos JudoInside.com (engelsk)